# Xinmi
Xinmi (en chino, 新密; pinyin, Xīnmì) es un municipio  bajo la administración directa de la Prefectura Zhengzhou en la Provincia de Henan, República Popular China.  Su área es de 996 km² y su población total para 2010 superó los 800 mil de habitantes. 

## Administración
El municipio de Xinmi se divide en 16 pueblos que se administran en 3 subdistritos, 12 poblados y 1 villa.

## Toponimia
El topónimo Xinmi se compone de los sinogramas Xin (nuevo) y Mi (nombre propio).
Tras la caída de la dinastía Shang, en esta región surgió una gran entidad política llamada Estado Mi (密国). A su vez, el estado recibió su nombre del monte Mi (密山). Según el diccionario Er Ya (尔雅) dice; Una montaña con forma de palacio se llama "Mi (密)", porque su forma —con lados empinados y una cima plana— recuerda la estructura de un palacio antiguo.
Para el año 205 aC durante la dinastía Han occidental, el área conocida como "Mi" era su casco urbano rodeado de una pequeña zona rural a la que organizaron como Condado Mi (密县).
En noviembre de 1982, se segregaron 98 km² de territorio del Condado Mi y la llamaron Nueva Mi (Xinmi). En 1994, se eliminó el estatus de condado y se estableció como ciudad-condado.